# Diane M. Ring
Diane M. Ring (* 20. Jahrhundert) ist eine US-amerikanische Juristin.

## Leben
Sie erwarb von 1983 bis 1986 an der Harvard University den A.B. (Evaluation of the Hegwood Bayou phase. As a Late Marksville period phase in the northern Boeuf Basin, Louisiana) und von 1987 bis 1990 an der Harvard Law School den Juris Doctor. Seit 2005 lehrt sie an der Boston College Law School (Professor of Law seit 2007).

## Schriften (Auswahl)
- mit Bernard Wolfman: Federal income taxation of corporate enterprise. New York 2012, ISBN 1599418886.
- mit Paul R. McDaniel und James R. Repetti: Introduction to United States international taxation. Alphen aan den Rijn 2014, ISBN 9041136568.
- mit Bernard Wolfman und Deborah H. Schenk: Ethical Problems in federal tax practice. New York 2015, ISBN 1454808160.